# Strobilanthes antonii
Strobilanthes antonii är en akantusväxtart som beskrevs av Adolph Daniel Edward Elmer. Strobilanthes antonii ingår i släktet Strobilanthes och familjen akantusväxter. Inga underarter finns listade i Catalogue of Life.